# Bundesautobahn 95

Vorankündigungsschild an der Schilderbrücke zur Ausfahrt Starnberg im Jahr 1973. Noch dominierten die Europastraßennummern, da die bundesdeutschen Autobahnnummern erst 1974 eingeführt wurden.

Die Bundesautobahn 95 (Abkürzung: BAB 95) – Kurzform: Autobahn 95 (Abkürzung: A 95) – führt von München in Richtung Garmisch-Partenkirchen. Sie hat eine Länge von 67,4 Kilometern.

## Verlauf
Von München aus folgt der Verlauf der Bundesautobahn 95 bis Starnberg im Wesentlichen der Trasse der Olympiastraße und ersetzt dadurch in diesem Abschnitt die Bundesstraße 2, die über diese Trasse verlief. Dabei beginnt die A 95 jedoch nicht am Autobahnanschluss München-Sendling-Süd (1), sondern etwa 1,7 Kilometer weiter südwestlich an der Anschlussstelle München-Kreuzhof (2). Der Bereich dazwischen ist zwar nach der Straßenverkehrsordnung eine Autobahn und somit mit dem Verkehrszeichen 330 () beschildert. Der Abschnitt ist aber nach dem Bundesfernstraßengesetz weiterhin als Bundesstraße 2 gewidmet und ist daher kein Bestandteil der Bundesautobahn 95. Des Weiteren besteht in diesem Abschnitt keine Mautpflicht für LKW.
Sechsstreifig führt die Strecke zirka 3,5 Kilometer zunächst in südwestlicher und ab Schloss Fürstenried, das einen optischen Abschluss des ersten Autobahnabschnitts bildet, in südlicher Richtung durch das Münchner Stadtgebiet. Hier besitzt die A 95 keinen Seitenstreifen. Weiter führt die Strecke im Landkreis München durch den Forstenrieder Park. An dessen Ende befindet sich das Autobahndreieck Starnberg mit dem Abzweig der Bundesautobahn 952 Richtung Starnberg. Ab hier ist die A 95 nur noch vierstreifig ausgebaut.
Zirka zehn Kilometer verläuft die Autobahn nun an der Grenze zwischen dem Landkreis Starnberg und dem Landkreis Bad Tölz-Wolfratshausen entlang, bevor sie kurz vor Wolfratshausen den Landkreis Bad Tölz-Wolfratshausen endgültig erreicht. Diesen durchquert die A 95 (zirka 15 Kilometer) in südlicher Richtung und erreicht drei Kilometer südlich der Ausfahrt Seeshaupt den Landkreis Weilheim-Schongau. An Penzberg und Iffeldorf vorbei erreicht die Strecke drei Kilometer südlich der Ausfahrt Sindelsdorf den Landkreis Garmisch-Partenkirchen. Die Autobahn führt in südwestlicher Richtung weiter über die Loisach (knapp zwei Kilometer vor der Ausfahrt Murnau/Kochel). Im weiteren Verlauf überquert die A 95 auf Loisachbrücke Ohlstadt ein zweites Mal die Loisach sowie die B 2. Es folgt die letzte Ausfahrt Eschenlohe. Nach etwa 1,5 Kilometer endet die Bundesautobahn 95 an einer provisorischen Ausfahrt südlich von Eschenlohe und geht in die B 2 über. Von dort besteht Anschluss nach Garmisch-Partenkirchen und weiter über Mittenwald, Scharnitz und Seefeld in Tirol nach Innsbruck. Ebenso kann über die Bundesstraße 23 der Fernpass erreicht werden.
Auf ihrer gesamten Länge ist die A 95 Teil der Europastraße 533. Der nördliche Teil bis zum Autobahndreieck Starnberg ist an die Erfordernisse einer Großstadt angepasst (hier ist die Strecke sechsstreifig ausgebaut). Daran anschließend verläuft die Strecke mit einem geringeren Verkehrsaufkommen östlich des Starnberger Sees entlang in das Alpenvorland.

## Geschichte

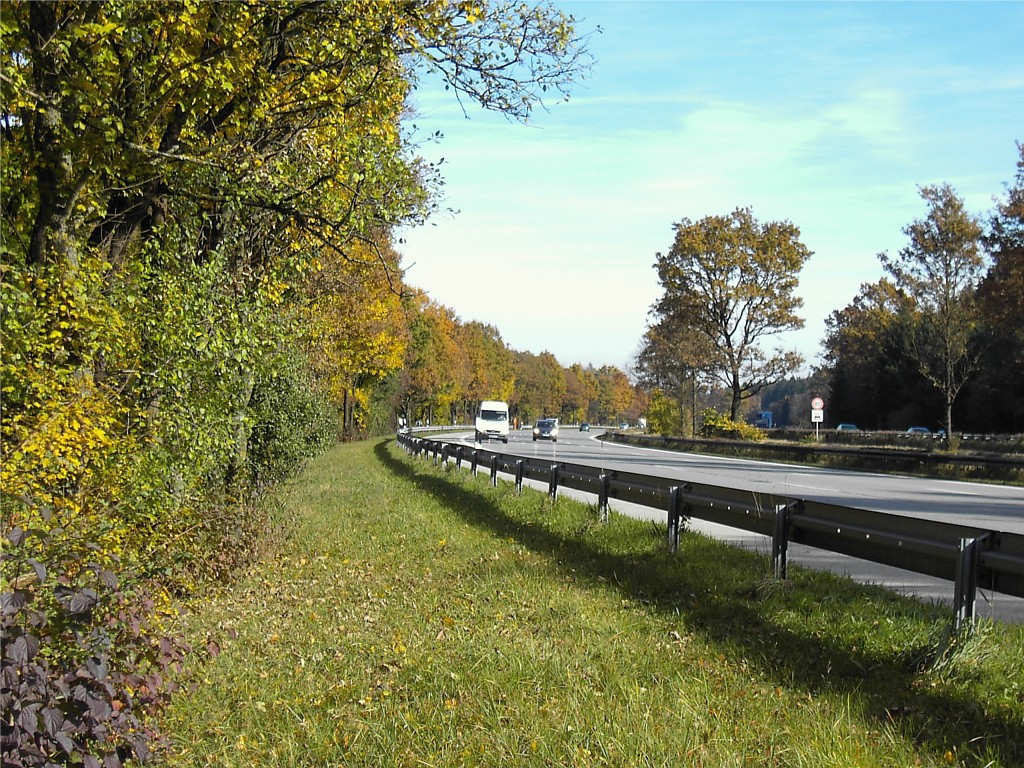
A 95 im Forstenrieder Park

### Planung
In der Weimarer Republik war im Vorentwurf zu einem Kraftwagenstraßennetz Deutschlands als Hauptstrecke die Linie München – Garmisch-Partenkirchen – Innsbruck – Brennerpass enthalten.
Diese Verbindung wurde vom NS-Staat zunächst nicht in das geplante Netz der Reichsautobahnen aufgenommen, obwohl sie sich noch im Netzentwurf des HaFraBa-Vereins von 1933 fand. Stattdessen war bereits im Reichsautobahnnetz der Reichsregierung vom August 1933 eine Strecke zwischen München und Lindau im Bodensee vorgesehen (später als Strecke 77 bezeichnet). Ab 1934 sollte diese Autobahn von München über Fürstenried – Leutstetten – Starnberg – Pähl bzw. südlich des Ammersees – Wessobrunn – Altenstadt bzw. Schongau – Marktoberdorf – Durach bzw. Kempten – Buchenberg – Weitnau – Röthenbach – Lindenberg im Allgäu nach Lindau führen. Bis 1937 verblieb diese Trasse unverändert in den Netzplänen. Ende 1937 fand sich in den Plänen zum Reichsautobahnnetz eine veränderte Streckenführung, die von München-Forstenried bis Penzberg/Iffeldorf im Wesentlichen der heute realisierten A 95 entsprach. Zudem war eine Ergänzungslinie bis Partenkirchen vorgesehen. Mit der Annexion Österreichs wurde im Mai 1938 die Verbindung von Penzberg über Garmisch-Partenkirchen und Innsbruck zum Brennerpass in das erweiterte Grundnetz aufgenommen. Als Ergänzungslinie war die Querspange Penzberg – Bad Tölz – Irschenberg zur Reichsautobahn München – Salzburg geplant.

Das Gesetz über den Ausbauplan für die Bundesfernstraßen vom 27. Juli 1957 sah zwar keine Autobahnverbindungen von München nach Garmisch-Partenkirchen oder von München nach Lindau bzw. zwischen Penzberg und Irschenberg vor. Allerdings legte das Gesetz eine neu zu errichtende, 226 Kilometer lange Bundesstraße Lindau – München mit Querverbindung zur BAB München – Salzburg fest. Damit war die Reichsautobahnplanung insoweit wieder aufgegriffen. Die Linienführung entsprach weitgehend der vor dem Ende des Zweiten Weltkriegs aufgestellten Trassenplanung. 1960 war in den Kartenwerken eine Autobahntrasse dargestellt, die bei München-Obermenzing an die Bundesautobahn Karlsruhe – München anknüpfen und über München-Pasing, östlich Gräfelfing, Planegg, Krailling, Gauting, nordöstlich Starnberg-Wangen, Hohenschäftlarn, Berg-Mörlbach, Icking-Dorfen bzw. Wolfratshausen, Eurasburg nach Eurasburg-Beuerberg verlaufen sollte, wo ein Autobahndreieck mit der Querspange zur Bundesautobahn München – Salzburg vorgesehen war. Von Beuerberg sollte die Autobahn über Iffeldorf, Spatzenhausen-Hofheim, Uffing am Staffelsee, Schöffau, die Querung der Ammer nahe der Echelsbacher Brücke, Wildsteig, Trauchgau, Roßhaupten, nördlich Seeg, Görisried-Wildberg, Durach-Bodelsberg, Sulzberg, Waltenhofen, Hellengerst, Weitnau, Ebratshofen, Harbatshofen, Ellhofen, Heimenkirch, Opfenbach, Niederstaufen, Schlachters zur deutsch-österreichischen Staatsgrenze bei Lochau führen. Die Querspange war von Eurasburg-Beuerberg über Königsdorf, Osterhofen, Bairawies, Dietramszell und nördlich Großhartpenning bzw. südlich Holzkirchen zur heutigen A 8 mit Dreieck bei Valley projektiert.

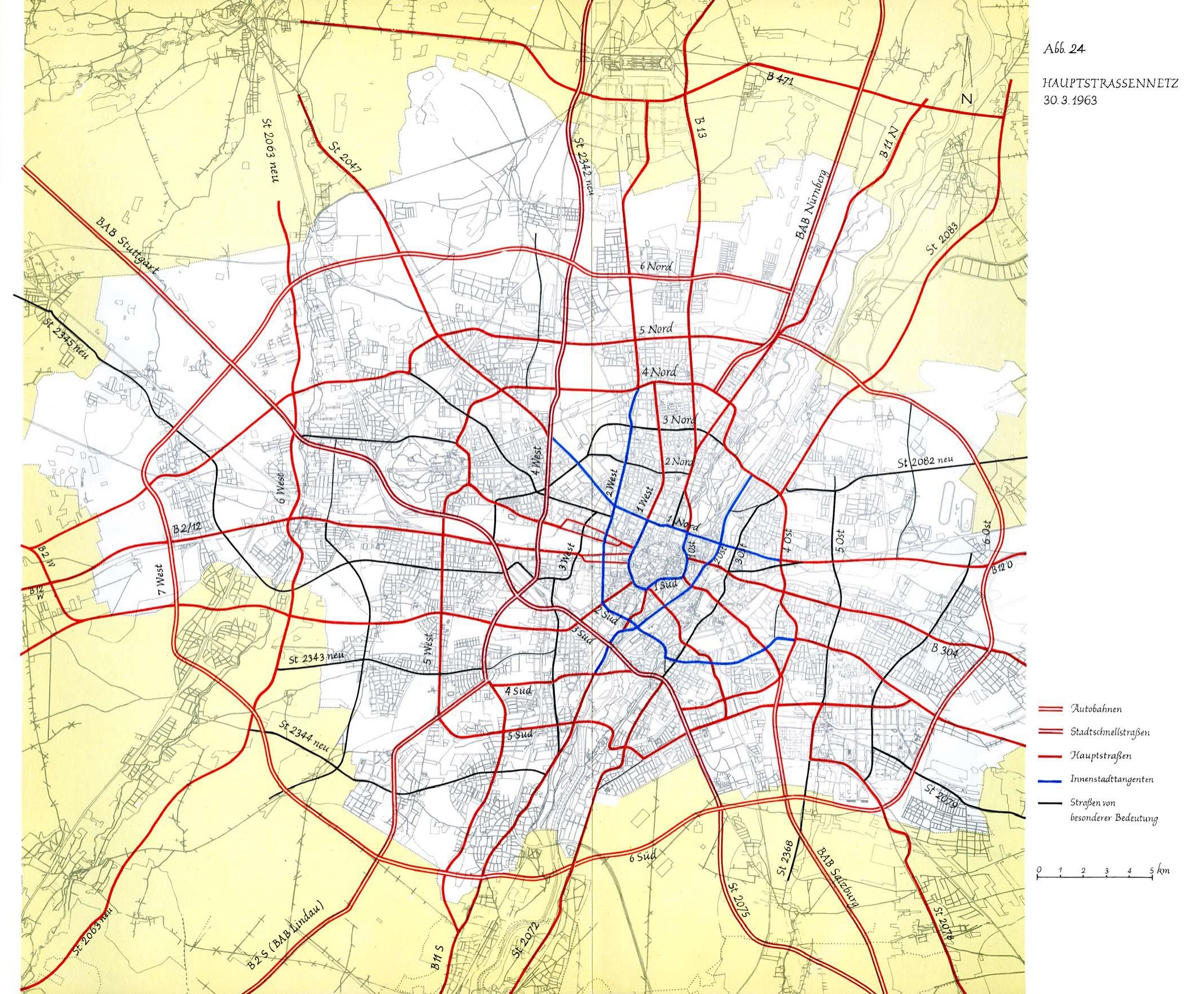
Planung des Münchner Hauptstraßennetzes von 1963

1963/64 erschien die Streckenführung zwischen München-Obermenzing und Starnberg modifiziert. Eine Variante sah die Trasse nunmehr vom Autobahnende der späteren A 8 östlich München-Pasing bzw. westlich München-Laim vor. Nach einer weiteren Alternative sollten die Richtungsfahrbahnen zwischen Obermenzing und Gräfelfing getrennt werden. Die Fahrbahn in Richtung Starnberg sollte mitten durch Pasing geführt, die in Richtung Stuttgart östlich um Pasing herum. Östlich Starnberg sollte die bereits in Angriff genommene Ausbaustrecke der B 2 (heutige A 95) mit einem Dreieck angebunden werden. Im weiteren Verlauf zwischen Wolfratshausen und Penzberg wurde die geplante Autobahntrasse näher an den Starnberger See bei St. Heinrich gelegt. Allerdings sah der Hauptstraßennetzplan von München 1963 bereits einen Autobahnring und die Führung der B 2 nach Lindau auf der heutigen Trasse der A 95 vor. 1964/65 fanden sich in Kartenwerken zwischen München-Obermenzing und Gräfelfing beide Varianten um bzw. mitten durch Pasing jeweils als vierstreifige Parallelautobahnen.
Unter Geltung des zweiten Vierjahresplans 1963–1966 des ersten Ausbauplans war die Bundesstraße München – Lindau ab 1. Januar 1965 zumindest im Abschnitt Penzberg – München zur Aufstufung als Bundesautobahn vorgesehen. Ab Ende 1965 waren die Autobahnverbindungen von Weil am Rhein – Lindau – Kempten – Murnau – Penzberg – Rosenheim sowie München – Penzberg im Netzplan enthalten. Zudem war ein Süd-West-Ring um München geplant. 1965/66 spiegelten die Kartenwerke diese Entwicklung nur teilweise wider: nach wie vor waren zwischen München-Obermenzing und Gräfelfing die Führung mitten durch bzw. östlich Pasing jeweils mit einer Richtungsfahrbahn enthalten. Anschlussstellen waren zumindest bei Gräfelfing, südöstlich von Krailling und Gauting sowie bei Starnberg-Wangen an die B 2 vorgesehen. Darüber hinaus sollten Anschlussstellen bei Schäftlarn, Icking-Dorfen, Wolfratshausen, Seeshaupt, Iffeldorf, Bad Bayersoien-Echelsbach, Seeg, nördlich Rückholz und nordöstlich Bodelsberg entstehen. Für die Querspange wurden Anschlussstellen bei Beuerberg, Königsdorf und Dietramszell geplant. 1966/67 war in Kartenmaterial noch die Strecke München-Fürstenried bis zur Staatsgrenze bei Lindau unverändert enthalten. Zusätzliche Anschlussstellen wurden bei Hellengerst, Weitnau und Auers geplant. Die Verbindung zwischen München-Obermenzing über Pasing und Gräfelfing nach Starnberg war entfallen, ebenso die Querspange. Unter dem dritten Vierjahresplan 1967–1970 kam die Weiterführung der Strecke München – Penzberg in Richtung Garmisch-Partenkirchen hinzu. Entsprechend fand sich 1967/68 bereits in Kartenmaterial die Fortführung der Autobahn von München nach Garmisch-Partenkirchen, die über Großweil, Ohlstadt-Schwaiganger bis Eschenlohe bereits entsprechend der später realisierten Strecke projektiert war. Bei Oberau und Farchant sollte sie östlich der B 2 entlang der Loisach bis zur Anbindung an die B 2 nördlich Garmisch-Partenkirchen geführt werden. Die geplante Autobahn nach Lindau war zwar weiterhin enthalten, zweigte nun aber bei Habach-Dürnhausen bzw. Sindelsdorf von der Autobahn nach Garmisch-Partenkirchen ab, verlief südlich der B 472 bis Spatzenhausen und weiter auf der alten Trasse. Die Projektierung der Querspange war nicht dargestellt, dafür war der West- und Südring um München teilweise enthalten, darunter ein Kreuz mit der späteren A 95 südlich Forstenried. 1968/69 änderte sich nichts. 1969/70 kam eine neue Planung der Querspange hinzu: bei Sindelsdorf sollte sie mit der Autobahn München – Garmisch-Partenkirchen verbunden werden, ohne jedoch ein Kreuz mit der Strecke nach Lindau auszubilden. Weiter war die Führung der Autobahn südlich Penzberg, Kiensee, Oberbuchen, nördlich Bad Tölz bzw. südlich Kirchbichl, Schaftlach, nördlich Müller am Baum und Miesbach beabsichtigt. Bei Dettendorf sollte sie an die heutige A 8 angeschlossen werden.
Der Abschnitt von Weil am Rhein bis München sollte die Bezeichnung A 22 tragen. Mit der Weiterführung der Autobahn von München nach Garmisch-Partenkirchen erhielt diese Strecke ebenfalls die Bezeichnung „A 22“. Für die Querspange war die Bezeichnung „A 86“ reserviert. 1970/71 war die Strecke von Penzberg nach Lindau bis Rothkreuz bzw. Schlachters unverändert enthalten; lediglich bei Durach war zusätzlich ein Kreuz mit der Autobahn Ulm – Füssen neu vorgesehen. Bei Lindau war jedoch die Fortführung zur Bundesgrenze nach Österreich weggefallen. Stattdessen setzte bei Niederstaufen die Fortführung der A 22 entlang des Bodensees, Singen, Waldshut-Tiengen, Lörrach nach Weil am Rhein an. Die Trassierung des West- und Südrings um München fehlte.
Das am 30. Juni 1971 verabschiedete Gesetz über den Ausbau der Bundesfernstraßen in den Jahren 1971 bis 1985 sah folgende Maßnahmen zur A 22 und bei Garmisch-Partenkirchen vor:
| Kurzform | Abschnitt                                                           | geplante Maßnahme                   | Dringlichkeitsstufe |
| -------- | ------------------------------------------------------------------- | ----------------------------------- | ------------------- |
| A 22     | Bundesgrenze D/F – Kreuz Weil am Rhein                              | vierstreifiger Neubau               | II                  |
| A 22     | Kreuz Weil am Rhein – AS Eimeldingen                                | vierstreifiger Ausbau (2. Fahrbahn) | laufendes Vorhaben  |
| A 22     | AS Eilmeldingen – Dreieck Hochrhein                                 | vierstreifiger Neubau               | laufendes Vorhaben  |
| A 22     | Dreieck Hochrhein – Bad Säckingen                                   | vierstreifiger Neubau               | I                   |
| A 22     | Bad Säckingen – Lauchringen (B 314)                                 | vierstreifiger Neubau               | II                  |
| A 22     | Lauchringen (B 314) – Bundesgrenze D/CH bei Wil                     | vierstreifiger Neubau               | III                 |
| A 22     | Bundesgrenze D/CH bei Dörflingen – Kreuz Singen (B 33)              | vierstreifiger Neubau               | III                 |
| A 22     | Kreuz Singen – Überlingen                                           | vierstreifiger Neubau               | I                   |
| A 22     | Überlingen – Kreuz Sigmarszell                                      | vierstreifiger Neubau               | II                  |
| A 22     | Kreuz Sigmarszell – Kreuz Allgäu                                    | vierstreifiger Neubau               | I                   |
| A 22     | Kreuz Allgäu – Lechbruck am See (B 17n)                             | vierstreifiger Neubau               | II                  |
| A 22     | Lechbruck am See (B 17n) – Kreuz bei Penzberg (A 86 nach Rosenheim) | vierstreifiger Neubau               | I                   |
| A 22     | Kreuz bei Penzberg – Eschenlohe                                     | vierstreifiger Neubau               | laufendes Vorhaben  |
| A 22     | Eschenlohe – Garmisch-Partenkirchen (B 23)                          | vierstreifiger Neubau               | II                  |
| B 2      | OU Garmisch-Partenkirchen Ost                                       | zweistreifiger Ausbau               | II                  |
| B 23     | OU Garmisch-Partenkirchen West                                      | zweistreifiger Ausbau               | II                  |

Der Abschnitt zwischen München und Penzberg befand sich bereits unter Verkehr. Die Querspange Penzberg – Rosenheim (A 86) war vollständig in die Dringlichkeitsstufe III eingeordnet. Bei Penzberg wurden als Bauvorleistungen ein Brückenbauwerk sowie parallele Abbiegespuren bzw. Verflechtungsstrecken für ein Autobahnkreuz (47° 44′ 31,5″ N, 11° 19′ 54,7″ O) errichtet.
1971/72 wurde die Linienführung der A 22 zwischen Penzberg und Kempten erheblich verändert. Die Autobahn sollte nunmehr nördlich von Habach-Dürnhausen von der Strecke nach Garmisch-Partenkirchen abzweigen und ebenfalls nördlich der B 472 bis Obersöchering geführt werden. Sodann war geplant, dass sie südlich Huglfing, Ammerhöfe und Böbing, nördlich Rottenbuch, Steingaden-Ilgen (mit Dreieck zur vierstreifigen B 17n nach Augsburg), südlich Echerschwang, Langegg (mit Autobahndreieck nach Hopferau zur Autobahn Ulm – Füssen), Stötten am Auerberg-Heggen, Sulzschneid, Wald, Görisried-Hasenmahd, Bodelsberg nach Durach verläuft. Die Anbindung der Querspange an die Autobahn München – Garmisch-Partenkirchen sollte hingegen nun bei Antdorf erfolgen; ein Kreuz war noch nicht projektiert. 1972/73 und 1973/74 änderte sich an diesen Plänen nichts.
1974 wurde ein neues System der Nummerierung der Bundesautobahnen eingeführt. Dabei wurde die Strecke Weil am Rhein – Rosenheim zur Bundesautobahn 98 und die Strecke München – Garmisch-Partenkirchen die Bundesautobahn 95.
Mit dem Gesetz zur Änderung des Gesetzes über den Ausbau der Bundesfernstraßen in den Jahren 1971 bis 1985 vom 5. August 1976 wurde diese Anpassung nachvollzogen. Für die A 95 und im Raum Garmisch-Partenkirchen ergaben sich noch folgende Maßnahmen:
| Kurzform | Abschnitt                                  | geplante Maßnahme     | Dringlichkeitsstufe                                     |
| -------- | ------------------------------------------ | --------------------- | ------------------------------------------------------- |
| A 95     | Ohlstadt – Eschenlohe                      | vierstreifiger Neubau | laufendes Vorhaben                                      |
| A 95     | Eschenlohe – Garmisch-Partenkirchen (B 23) | vierstreifiger Neubau | 1. Fahrbahn: Ib; 2. Fahrbahn: möglicher weiterer Bedarf |
| B 2      | OU Garmisch-Partenkirchen Ost              | zweistreifiger Ausbau | Ib                                                      |
| B 23     | OU Garmisch-Partenkirchen West             | zweistreifiger Ausbau | Ib                                                      |

Für die weitere Entwicklung der Planungen zur A 98 siehe Bundesautobahn 98#Geschichte.
Das Zweite Gesetz zur Änderung des Gesetzes über den Ausbau der Bundesfernstraßen in den Jahren 1971 bis 1985 vom 25. August 1980 sah folgende Vorhaben vor:
| Kurzform | Abschnitt                                  | geplante Maßnahme     | Dringlichkeitsstufe |
| -------- | ------------------------------------------ | --------------------- | ------------------- |
| A 95     | Ohlstadt – Eschenlohe                      | vierstreifiger Neubau | laufendes Vorhaben  |
| A 95     | Eschenlohe – Garmisch-Partenkirchen (B 23) | vierstreifiger Neubau | I                   |
| B 2      | OU Garmisch-Partenkirchen Ost              | zweistreifiger Ausbau | I                   |
| B 23     | OU Garmisch-Partenkirchen West             | zweistreifiger Ausbau | I                   |

Das Dritte Gesetz zur Änderung des Fernstraßenausbaugesetzes vom 21. April 1986 sah eine Fortführung der A 95 nach Garmisch-Partenkirchen nicht mehr vor, sondern beinhaltete stattdessen folgende Vorhaben:
| Kurzform | Abschnitt                                                      | geplante Maßnahme                                        | Dringlichkeitsstufe                    |
| -------- | -------------------------------------------------------------- | -------------------------------------------------------- | -------------------------------------- |
| B 2n     | vorläufiges Ende der A 95 südlich Eschenlohe – nördlich Oberau | vierstreifiger Ausbau (unter Nutzung der Trasse der B 2) | neues Vorhaben (vordringlicher Bedarf) |
| B 2n     | OU Oberau                                                      | vierstreifiger Neubau                                    | neues Vorhaben (vordringlicher Bedarf) |
| B 2      | OU Farchant                                                    | vierstreifiger Neubau                                    | neues Vorhaben (vordringlicher Bedarf) |
| B 2      | OU Garmisch-Partenkirchen Ost                                  | zweistreifiger Neubau                                    | Planungen (weiterer Bedarf)            |
| B 23     | OU Garmisch-Partenkirchen West                                 | zweistreifiger Neubau                                    | neues Vorhaben (vordringlicher Bedarf) |

Das Vierte Gesetz zur Änderung des Fernstraßenausbaugesetzes vom 15. November 1993 brachte keine Neuaufnahme der Verlängerung der A 95 bis Garmisch-Partenkirchen. Stattdessen war geplant:
| Kurzform | Abschnitt                                                      | geplante Maßnahme                                        | Dringlichkeitsstufe                    |
| -------- | -------------------------------------------------------------- | -------------------------------------------------------- | -------------------------------------- |
| B 2      | vorläufiges Ende der A 95 südlich Eschenlohe – nördlich Oberau | vierstreifiger Ausbau (unter Nutzung der Trasse der B 2) | neues Vorhaben (vordringlicher Bedarf) |
| B 2      | OU Oberau                                                      | vierstreifiger Neubau                                    | neues Vorhaben (vordringlicher Bedarf) |
| B 2      | OU Farchant                                                    | vierstreifiger Neubau                                    | laufendes Vorhaben                     |
| B 2      | OU Garmisch-Partenkirchen Ost                                  | zweistreifiger Neubau                                    | neues Vorhaben (vordringlicher Bedarf) |
| B 23     | OU Garmisch-Partenkirchen West                                 | zweistreifiger Neubau                                    | neues Vorhaben (vordringlicher Bedarf) |

Das Fünfte Gesetz zur Änderung des Fernstraßenausbaugesetzes vom 4. Oktober 2004 führte zu keiner Neuaufnahme der A 95-Fortführung. Vielmehr waren folgende Vorhaben vorgenommen:
| Kurzform | Abschnitt                                                      | geplante Maßnahme                                        | Dringlichkeitsstufe               |
| -------- | -------------------------------------------------------------- | -------------------------------------------------------- | --------------------------------- |
| B 2      | vorläufiges Ende der A 95 südlich Eschenlohe – nördlich Oberau | vierstreifiger Ausbau (unter Nutzung der Trasse der B 2) | weiterer Bedarf mit Planungsrecht |
| B 2      | OU Oberau                                                      | vierstreifiger Neubau                                    | weiterer Bedarf mit Planungsrecht |
| B 2      | OU Garmisch-Partenkirchen Ost                                  | zweistreifiger Neubau                                    | weiterer Bedarf mit Planungsrecht |
| B 23     | OU Garmisch-Partenkirchen West                                 | zweistreifiger Neubau                                    | vordringlicher Bedarf             |

Ebenso war in früheren Jahren geplant, die Münchener Stadteinfahrt der A 95 ab dem Kreuz mit der geplanten A 99 als A 996 zu bezeichnen.

### Bau
Der erste zirka zehn Kilometer lange Streckenabschnitt von München bis zur Anschlussstelle Schäftlarn wurde 1966 dem Verkehr übergeben. 1969 folgte die Verlängerung bis zur Anschlussstelle Wolfratshausen (elf Kilometer) und 1970 bis zur Anschlussstelle Penzberg/Iffeldorf (16 Kilometer).
1972 wurde die Strecke bis zu einer provisorischen Ausfahrt bei Ohlstadt (21,3 Kilometer) verlängert. Zu diesem Streckenabschnitt gehört mit der Loisachbrücke Ohlstadt die mit 1315 m längste Brücke in Bayern. Um den Pfeilern der Brücke im moorigen Untergrund des Murnauer Mooses Halt zu geben, mussten zahlreiche Sprengungen in dem heutigen Naturschutzgebiet durchgeführt werden.
1982 folgte die bis heute letzte Verlängerung (4,6 Kilometer) bis zu einer provisorischen Ausfahrt südlich von Eschenlohe.

## Verkehrsaufkommen
Es gab 2022 entlang der A 95 insgesamt vier automatische Zählstellen. In Nord-Süd-Richtung entwickelte sich das durchschnittliche tägliche Verkehrsaufkommen wie folgt:
| Zählstelle                  | Kfz-Verkehr/Tag 2005 | Schwerverkehr/Tag 2005 | Kfz-Verkehr/Tag 2015 | Schwerverkehr/Tag 2015 | Kfz-Verkehr/Tag 2022 | Schwerverkehr/Tag 2022 |
| --------------------------- | -------------------- | ---------------------- | -------------------- | ---------------------- | -------------------- | ---------------------- |
| München–Kreuzhof (W) (9043) | 68.399               | 2.298                  | 65.196               | 2.200                  | 66.292               | 1.955                  |
| AD Starnberg (N) (9151)     | 61.212               | 2.198                  | 58.597               | 2.056                  | 55.724               | 1.773                  |
| Seeshaupt (N) (9161)        | 29.244               | 1.201                  | 30.988               | 1.148                  | 30.257               | 1.067                  |
| Murnau/Kochel (S) (9164)    | 12.961               | 644                    | 13.955               | 685                    | 14.363               | 576                    |

## Baufortschritt/Planungsstand
Der Bedarfsplan des Sechsten Gesetzes zur Änderung des Fernstraßenausbaugesetzes vom 23. Dezember 2016 sieht weiterhin keine südliche Verlängerung der A 95, dafür jedoch folgende Vorhaben vor:
| Kurzbezeichnung | Abschnitt                        | Ausbau                | Dringlichkeitsstufe                       |
| --------------- | -------------------------------- | --------------------- | ----------------------------------------- |
| B 2             | Eschenlohe – Oberau-Nord         | vierstreifiger Neubau | weiterer Bedarf                           |
| B 2n            | OU Oberau                        | vierstreifiger Neubau | laufendes bzw. fest disponiertes Vorhaben |
| B 2             | OU Garmisch-Partenkirchen (Ost)  | zweistreifiger Neubau | vordringlicher Bedarf                     |
| B 23            | OU Garmisch-Partenkirchen (West) | zweistreifiger Neubau | laufendes bzw. fest disponiertes Vorhaben |

Nördlich von Eschenlohe (bei Weghaus) wurde Ende November 2021 eine neue Gabelverbindung zur B 2 für den Verkehr freigeben, entgegen der ursprünglichen Planungen erhielt sie den Namen Ohlstadt anstatt Eschenlohe-Weghaus. Am 11. September 2023 wurde zudem eine autobahnparallele Staatsstraße von der Anschlussstelle Eschenlohe zum derzeitigen Autobahnende (Übergang B 2) eröffnet. Beide Maßnahmen entlasten die Ortsdurchfahrt von Eschenlohe. Gleichzeitig wurden die inzwischen baufälligen Olympia-Tunnel für den Straßenverkehr gesperrt. Über eine Nachnutzung der beiden Tunnelabschnitte wurde bislang noch nicht entschieden.
Der Weiterbau vom derzeitigen Autobahnende bei Eschenlohe nach Garmisch-Partenkirchen ist seit 1964 in Planung. Einen entscheidenden Lückenschluss stellt der Bau des Auerbergtunnels dar, für den Vorarbeiten seit August 2021 laufen. Mit dem Tunnelanstich wird jedoch nicht vor 2025 gerechnet. Die Fertigstellung ist frühestens 2030 möglich. Sicherungsarbeiten am Baugrund und den Berghängen sorgten für eineinhalb Jahre Verzögerung.
Es ist bisher noch nicht entschieden, ob der Abschnitt ab dem bisherigen Autobahnende bei Eschenlohe als Kraftfahrstraße (B 2 neu) oder als Verlängerung der Bundesautobahn 95 gewidmet wird.
| geplanter Weiterbau | geplanter Weiterbau              |
| ------------------- | -------------------------------- |
|                     | provisorischer Autobahnanschluss |
|                     | Auerbergtunnel (1900 m)          |
|                     | Oberau-Nord                      |

Fertiggestellt ist hingegen die vierstreifige Ortsumgehung Oberau mit dem Tunnel Oberau, die Verkehrsfreigabe erfolgte am 26. Mai 2022. Zusätzlich soll die B 23 nördlich von Oberau mit Anbindung an die Anschlussstelle Oberau-Nord verschwenkt werden, um Oberau weiter zu entlasten.
An die Umgehung von Oberau schließt die ebenfalls vierstreifige Ortsumgehung von Farchant an, welche seit Mai 2000 in Betrieb ist.
Zwischen der Anschlussstelle Oberau-Süd und Farchant-Burgrain (Ende der vierstreifigen Ausbaustrecke) verläuft die B 2 zusammen mit der B 23.
| Bereits als B 2 gebautes Teilstück | Bereits als B 2 gebautes Teilstück  |
| ---------------------------------- | ----------------------------------- |
|                                    | Oberau-Nord                         |
|                                    | Tunnel Oberau (2971 m)              |
|                                    | Oberau-Süd                          |
|                                    | Farchant                            |
|                                    | Tunnel (90 m)                       |
|                                    | Loisachbrücke (120 m)               |
|                                    | Tunnel Farchant (2326 m)            |
|                                    | Farchant-Burgrain                   |
|                                    | Ortseinfahrt Garmisch-Partenkirchen |

An der Anschlussstelle Farchant-Burgrain zweigt in Richtung der österreichischen Fernpassstraße die B 23 ab, welche künftig durch den derzeit in Bau befindlichen Kramertunnel als Ortsumgehung des Ortsteils Garmisch geführt wird. Im Februar 2020 starteten die Arbeiten am Tunnelbauwerk erneut, nachdem der erste, im Juli 2010 begonnene Vortrieb auf eine geologische Störung traf und 2012 eingestellt werden musste. Mehrfach kam der Bau wieder zum Stillstand, insbesondere wegen eines Streits mit einem beauftragten Bauunternehmen. Ende 2024 wurden die Arbeiten wieder aufgenommen. Der 3609 Meter lange Tunnel soll nunmehr statt 2024 erst 2027 dem Verkehr übergeben werden. Die Kosten explodierten bisher von 264 auf 405 Millionen Euro.
In Richtung Mittenwald und Innsbruck soll die B 2 durch den geplanten Wanktunnel geführt werden, um den Ortskern des Ortsteils Partenkirchen vom Durchgangsverkehr zu entlasten. Die 4,9 Kilometer lange Umgehung, davon 3,5 Kilometer in Tunnelführung, soll 306,3 Millionen Euro kosten. Im Mai 2022 starteten Erkundungsbohrungen. Das Planfeststellungsverfahren ist noch nicht eingeleitet. 2030 wird frühestens mit der Fertigstellung gerechnet.

## Sonstiges

### Geschwindigkeitsbegrenzung
Auf der Bundesautobahn 95 besteht größtenteils keine Geschwindigkeitsbegrenzung. Lediglich im Stadtgebiet von München sind 60 km/h festgesetzt.

### Bedeutung der Autobahn innerhalb des Fernstraßennetzes
Die A 95 und die von ihr abzweigende A 952 sind die einzigen Autobahnen in Deutschland, die auf absehbare Zeit nicht mit dem übrigen Autobahnnetz in Deutschland verbunden sind (das jedoch über eine kurze Strecke auf dem Mittleren Ring erreicht wird). Die A 95 hat daher eine überwiegend regionale Bedeutung, indem sie die Ferienregion südlich von München mit der Landeshauptstadt verbindet; jedoch bietet sie zusammen mit B 2 und Seefelder Straße eine Alternative zur Inntalroute nach Österreich. Der nördliche Streckenabschnitt zwischen München und Starnberg wird vom Berufsverkehr beansprucht.

### Olympische Spiele 1972

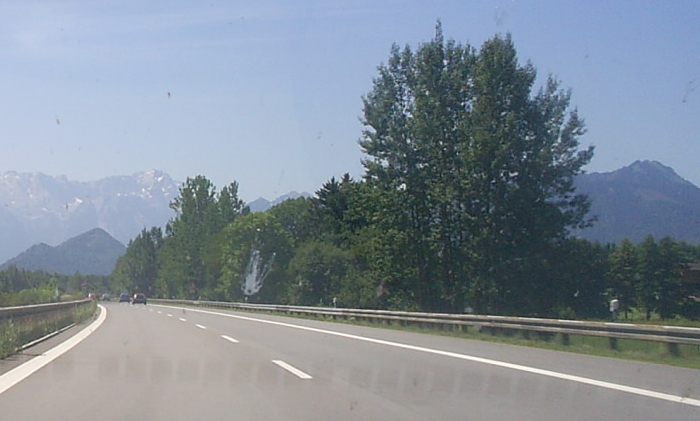
A 95 Richtung Garmisch-Partenkirchen (mit Zugspitze im Hintergrund)

Die A 95 wurde 1972 zwischen München und dem Autobahnkreuz Starnberg vorübergehend gesperrt. Anlass war das im Zuge der Olympischen Spiele in München stattgefundene olympische Mannschaftszeitfahren.

## Trivia
Die Straßenbaulast liegt bei der Autobahn GmbH des Bundes Niederlassung Südbayern.

### Autobahnmeistereien
Zum 1. Januar 2016 lagen die Zuständigkeiten für die A 95 im Bereich Anschlussstelle München-Sendling-Süd (1) und Anschlussstelle Eschenlohe (11) bei der Autobahnmeisterei Starnberg. Die Meisterei befindet sich unmittelbar nördlich des Autobahndreieckes Starnberg.
An der Anschlussstelle Murnau/Kochel (10) befindet sich der Stützpunkt Großweil, der der Meisterei Starnberg unterstellt ist.

### Rastanlagen
Zwischen den Anschlussstellen Schäftlarn und Wolfratshausen befindet sich beidseitig die durchgängig bewirtschaftete Raststätte Höhenrain mit Tankstelle. Des Weiteren befinden sich im Gesamtverlauf vier Parkplätze beidseitig der Autobahn.

### Touristenattraktion
Die bayerische Autobahn 95 bei Garmisch genießt weltweit einen Ruf als Touristenattraktion für Motorsportfreunde. Internationale Reiseagenturen bieten Reisepakete mit PS-starken Boliden und Sicherheitseinweisung. Die Agenturen werben dafür mit dem Nervenkitzel unbegrenzten Rasens.